# كاريبو (ون بيس)
كاريبو هو شخصية أنمي ومانغا ون بيس، وهو كابتن قراصنة كاريبو، وهو من ضمن قراصنة قبعة القش المزيفين في أرخبيل شابوندي، توجد على رأسه مكافأة قيمتها 210.000.000 ، وهو أحد القراصنة الناشئين الذين تجاوزت مكافأتهم الـ100.000.000 بيلي، وهو الأخ الأكبر للقرصان كوريبو.

## البطاقة الشخصية
الاسم باليابانية: カ リ ブ ー
الاسم بالإنجليزية: Caribou
الاسم بالعربية: كاريبو
أول ظهور في المانغا: الفصل 600
أول ظهور في الأنمي: الحلقة 519
الانتماءات: قراصنة كاريبو، قراصنة قبعة القش المزيفين (سابقا)
المهنة: قرصان، كابتن
اللقب: ذو الشعر الناعم كاريبو
المكافأة: 210.000.000 
فاكهة الشيطان: نوما نوما نومي (وحل المستنقع)
نوعها: لوجيا

## نبذة عنه
كاريبو رجل طويل لدرجة كبيرة، وهو أسمر البشرة، ذو شعر ناعم أسود طويل؛ يصل أسفل كنفيه، ولديه لحية واضحة على ذقنه مع شوارب خفيفة، ولديه فم كبير، ووجه طويل قليلا، وأذنان صغيران، وهو يرتدي معطف أسود طويل مع فراء، معطفه ملون بالأخضر في الجزء الباطن منه مع دوائر لونها بني داكن، ويرتدي قميصا لونه أبيض يوجد عليه عضمتان على شكل حرف أكس لونهما أحمر، وهو دائما ما يدخل يداه تحت أكمامه، ويرتدي كاريبو بنطالا أحمرا مع حذاء بني

كاريبو شخص مجنون وعنيف جدا يحب قتل جنود البحرية، حيث أمر أخاه كوريبو أن يدفن الجندي وهو حي، وهو يفعل كل شيء بداعي الرب والإله، بحجة أنه متدين، وهو دائما ما يدعو ربه أن يغفر لأعدائه (مثلا جندي البحرية)، كما يحب الثراء والخطف فقد قام بسرقة الحوريات في جزيرة البرمائيين، وحاول بيعهن لكنه غير رأيه، وقام بسرقة كنز ريوغو، وحاول اختطاف أميرة الحوريات شيراهوشي لكي يحصل على السلاح الأسطوري؛ ليتمكن من تدمير حكومة العالم، وقد تبين بأن كاريبو يحب النساء فقد أعجب بجسم نامي وحاول التخطيط لكي يحصل عليها، وهو منحرف مثل سانجي، وقد أظهر كاريبو بأنه لا يخاف أبدا من قراصنة قبعة القش (المزيفين أو الحقيقين) فقد أراد اللحاق بلوفي وقتله حتى بعد أن عرف بشأن المكافأة على رأسه والتي قدرها 400.000.000 ، وقد تبين بعدها بأن كاريبو يحترم كبار السن كما فعل عندما ساعد الجدة على هزيمة «سكوتش» مع رجال اليونيكو كايدو، ويمتلك كاريبو ضحكة خاصة مثل بقية شخصيات ون بيس وهي «كيهيهيهيهيهي».

## قوته
كان كاريبو قرصانا مشهورا بقتله لجنود البحرية وقد تمكن من التغلب على العديد من جنود البحرية، وتمكن أيضا من هزيمة سكوتش

و قد أكل كاريبو من فاكهة الشيطان وهي «نوما نوما نومي» من نوع اللوجيا، وهي مشابة لقدرة فاكهة «يامي يامي نومي» الخاصة باللحية السوداء، وهي تسمح له بالتحول ألى مستنقع كامل ووحل، وأيضا يمكنه جعل أي جزء من جسمه وحلي، وهو قادر على خطف أي شخص يريده بواسطة الوحل والقبض عليه بسهولة، وأي شخص يدخل في مستنقعه يغرق به بسرعة، كما أن كل من يغرق في المستنقع يدخل في جسده ويبتلعه، فهو قادر على تخزين كل شيء في جسده مثل الأسلحة والكنوز وحتى الحوريات، وهو لا يتأثر بالضربات مثل بقية مستخدمي اللوجيا، وتمكنه من التحرك بواسطة الوحل، ولكن من نقاط ضعف هذه الفاكهة انه غير قادر على التحول إلى أجزاء صغيرة جدا من الوحل كما تبين عندما أغلق فرانكي البرميل عليه، هو عرضة لكل من سيتخدم الهاكي

وهو عادة يستخدم رمحا معه ليقتل به الناس.

## قصة كاريبو في العالم الجديد
بعد وقت قصير من مغادة قراصنة قبعة القش، نهض كاريبو وتابع خطف الحوريات، لكن «جينبي» أمسك به ولكمه، ثم وضعه في برميل وأخذه بعيدا عن جزيرة البرمائيين بواسطة قارب، لكن ظهر بعدها سفينة قراصنة كاريبو بقيادة كوريبو وقاموا باللحاق بجينبي، لكن تمكن جينبي من الابتعاد، ثم رماه في مقر بحرية الجي 5 (مقر الكابتن سموكر الذي لم يتواجد به وقتها)، وبعد أن استعدت قوات البحرية للهجوم على كاريبو وصل قراصنة كوريبو وقد دخلوا في معركة، وكان كاريبو يصرخ أثناء القتال، لكن تمكنت قوات الجي 5 من الفوز وقام كاريبو بأخذ السفينة والهرب بعيدا تاركا أخاه وطاقمه، وبعد فترة أصابت موجة كبيرة السفينة مما جعلته يسقط في جزيرة (نفس الجزيرة التي قاتل بها إكس دريك جنود كايدو)، وقد فقد وعيه، ومن ثم وجدته سيدة عجوز قامت بالاعتناء به وأعدت له فطائر اللحم، وقد كانت تظن بأنه حفيدها «القائد جابورو» وهو ثوري سابق قد توفي منذ مدة ويشبه كاريبو جدا، وبعد مدة بدأت معركة قوية بين الجيش الثوري وجنود كايدو بقيادة سكوتش، وقد قاموا بتدمير بيت السيدة العجوز وهرب كاريبو بعيدا، لكن بعد فترة حزن كاريبو عليها لذلك قرر أن يعود متظاهرا بأنه جابورو وتمكن من هزيمة سكوتش وجميع جنود كايدو، ومن ثم عاد قراصنة كوريبو الذين تمكنوا من هزيمة الجي 5، ولكن بعد فترة ظهر إكس دريك وقام بهزيمة كاريبو وطاقمه والجيش الثوري، وقام دريك بسحب كاريبو بعيدا وكان كاريبو يبكي لفراق طاقمه والسيدة العجوز.

## معاركه
- قراصنة كاريبو ضد البحرية (سابقا عدة مرات)

النتيجة: فوز قراصنة كاريبو
- كاريبو وقراصنة قبعة القش المزيفين ضد البحرية

النتيجة: فوز كاريبو وقراصنة قبعة القش المزيفين
- كاريبو ضد مونكي دي لوفي

النتيجة: فوز لوفي
- كاريبو ضد بيكومس

النتيجة: فوز بسكومس بسهولة
- كاريبو ضد جينبي

النتيجة: فوز جينبي
- كاريبو ضد سكوتش

النتيجة: فوز كاريبو
- كاريبو ضد إكس دريك

النتيجة: فوز دريك بسهولة.

## هوامش
- كاريبو هو أول شخص يستخدم فاكهة الشيطان
- قد يكون كاريبو هو نفسه جابورو وذلك لأن كاريبو عندما كان طفلا كان لديه جدة، وهو يشبه جابورو كثيرا جدا، وربما كان كاريبو من الجيش الثوري سابقا لكنه فقد ذاكرته.